# Einhausung Schwamendingen

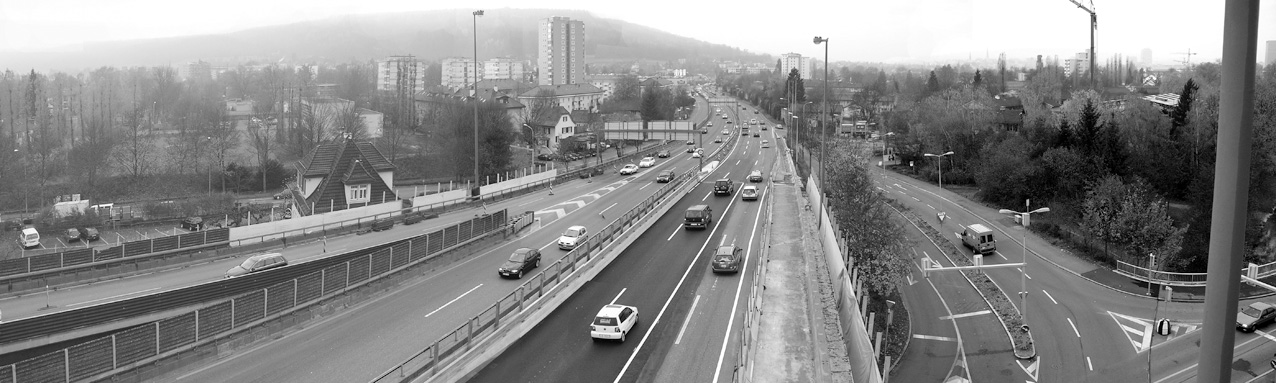
Situation Schwamendingen vor dem Bau der Einhausung

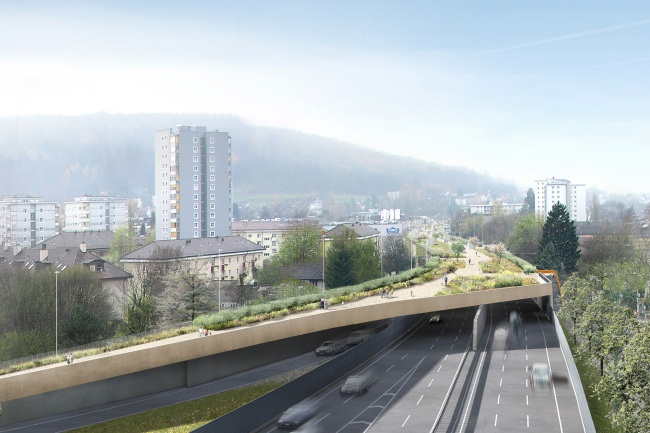
Architekturdarstellung der fertigen Einhausung

Die Einhausung Schwamendingen ist ein von 2019 bis 2024 realisiertes Strassenverkehrsprojekt in Zürich. Durch die Einhausung der Autobahn in Zürich-Schwamendingen wurden die angrenzenden Quartiere Auhof und Saatlen vom Strassenverkehrslärm von täglich 120'000 Fahrzeugen entlastet (Lärmsanierung). Das Bauwerk wurde bis Anfang Juni 2024 technisch abgenommen und mit der Einweihung vom 9. Mai 2025 offiziell eröffnet.

## Hintergrund
Seit 1980 führte die Autobahn A1L, eine der verkehrsreichsten Strassen der Schweiz, mit täglich rund 110'000 Fahrzeugen mitten durch ein Wohnquartier in Zürich-Schwamendingen. Die Quartierteile Schwamendingen-Mitte und Saatlen waren nur noch mit einer Strassenunterführung und via die unterirdische Tramhaltestelle verbunden. Die Lärm-Grenzwerte wurden Tag und Nacht überschritten, die Luft war stark mit Abgasen von Kraftfahrzeugen belastet. Die Quartierbewohner wurden selber aktiv; im März 1999 reichten sie eine Volksinitiative ein, welche eine Einhausung in Leichtbauweise aus Stahl und Glas forderte. Damit sollte die Lebensqualität des Wohnquartiers gesteigert werden. Das Projekt genoss dementsprechend bei der Quartierbevölkerung, Vereinen, Organisationen sowie bei den Baugenossenschaften Unterstützung. Weitere Unterstützung kam aus dem Kantonsrat, welcher 2001 gegen den Willen des Regierungsrates einen Kredit für die Überdachung der Autobahn verlangte.

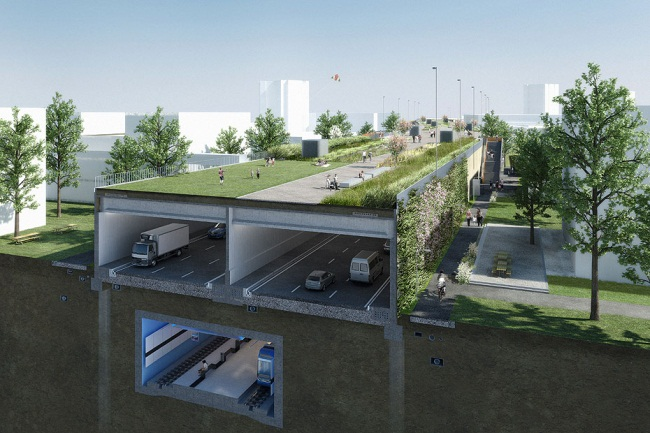
Querschnitt durch die Einhausung Schwamendingen

Im Jahr 2006 wurde im Kanton abgestimmt, eigentlich darüber, dass der Bau im Jahr 2012 hätte fertig gestellt sein sollen. 80 Prozent stimmten der kantonalen Beteiligung von 40 Millionen Franken an den Kosten zu. Dieses Ausführungsprojekt musste wegen Einsprachen bis 2016 weiter entwickelt werden. Als die rechtlichen Hürden überwunden waren und der Bau bereits begonnen hatte, mussten die Stimmbürger 2021 über einen Zusatzkredit entscheiden, welcher mit 84,6 Prozent deutlich angenommen wurde. 
Der Spatenstich für das rund 450 Millionen Franken teure Bauprojekt erfolgte im Beisein der Bundesrätin Simonetta Sommaruga im April 2019. Die Kosten wurden zwischen dem Bundesamt für Strassen (56 %), dem Kanton Zürich (24,6 %) und der Stadt Zürich (19,4 %) aufgeteilt.
Den Abschluss des Projekts bildete die Eröffnung des Überlandparks auf dem Dach der Einhausung am 9. Mai 2025 durch Bundesrat Albert Rösti, Regierungsrätin Carmen Walker Späh und Stadtpräsidentin Corine Mauch.

## Projekt
Die Einhausung Schwamendingen beinhaltet die Umschliessung der Nationalstrasse A1 auf einer Länge von 940 Metern mit einem richtungsgetrennten Tunnel zwischen dem Autobahnkreuz Aubrugg und dem Schöneichtunnel. Auf seinem Dach befindet sich auf der gesamten Länge der 30 Meter breite Überlandpark mit Spielplätzen, mehreren Brunnen und einem Pavillon mit Gastronomieangebot.

### Autobahn-Einhausung
Die Einhausung Schwamendingen verlängert stadtauswärts den zuvor bestehenden Schöneich-Tunnel auf insgesamt 1,7 Kilometer. Der Tunnel wurde unter rollendem Verkehr im Tagbau-Verfahren erstellt; wobei es sich bei der Einhausung – wie der Name sagt – mehr um ein um die Autobahn errichtetes Gebäude im Hochbau als um einen Tiefbau unter der Erde handelt, denn unter der Strasse verläuft als richtiger unterirdischer Tunnel die Tramstrecke Milchbuck–Schwamendingen.
Die Eröffnung wurde nach den bis Anfang Juni 2024 erfolgten technischen Abnahmen auf Ende August 2024 festgelegt. Mit der Einweihung vom 9. Mai 2025 wurde das Bauwerk offiziell eröffnet.
Der Schöneichtunnel wurde im Zuge der Bauarbeiten für die Einhausung lüftungs- und sicherheitstechnisch aufgerüstet sowie auf den neusten Stand gebracht. Unter anderem wurde die zuvor teils offene Rasterdecke Waldgarten geschlossen und beim Westportal Tierspital ein neues Lüftungsbauwerk mit Abluftkamin gebaut.
Die Fertigstellung im Jahr 2024 konnte wie geplant eingehalten werden.

### Grün- und Freiraum für die Quartierbevölkerung: «Überlandpark»

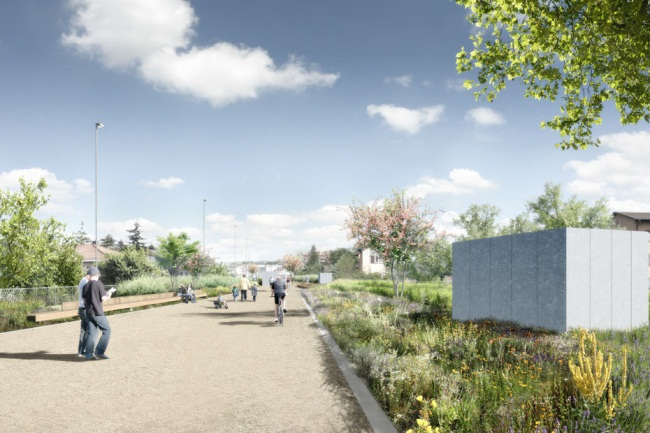
Grün- und Freiraum auf der Einhausung Schwamendingen

Auf dem Dach der Einhausung auf rund sieben Metern Höhe ist ein öffentlicher Park, der Überlandpark, entstanden. Er ist über eine Reihe von Aufgängen in Form von Rampen, Treppen und zwei Liften erschlossen. Das Dach und etwas mehr als die Hälfte der Aussenwände wurden bepflanzt. Durch die weitere Oberflächengestaltung mit Wegen, Beleuchtung und Sitzgelegenheiten ist auf dem Dach bis Frühling 2025 ein neuer Grün- und Freiraum für die Quartierbevölkerung entstanden. 2023 wurde von der Stadt Zürich ein Konzeptwettbewerb für einen Pavillon durchgeführt.
Entlang der Einhausung wurden beidseits Fusswege erstellt. Diese sind öffentlich zugänglich und für den Langsamverkehr befahrbar. Von den Wegen aus können die verschiedenen Rampen, Treppen und Lifte zum neuen Grün- und Freiraum erreicht werden. Die Wege gewährleisten zudem Rettungs- und Einsatzkräften den raschen Zugang im Falle eines Ereignisses auf der Einhausungsdecke und dienen dem Unterhalt der Werkleitungen auf Ebene der Stadtstrassen.
Möglicherweise werden einige der geplanten Wohnhäuser entlang der Einhausung mit Brücken mit dem Park verbunden.

### Neue städtebauliche Impulse für Schwamendingen

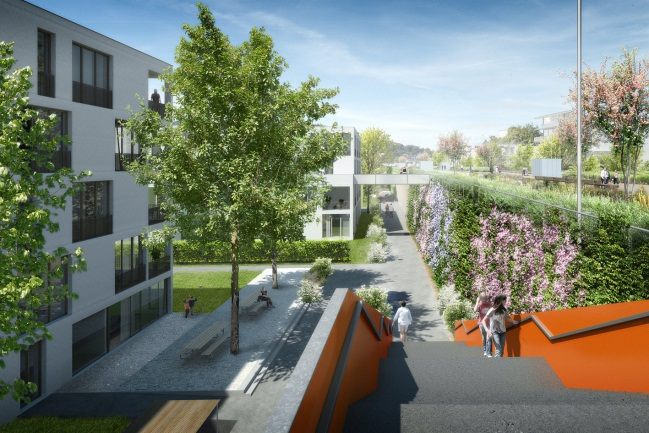
Öffentlicher Fussweg entlang der Einhausung mit Aufgang

Die realisierte Steigerung der Wohn- und Lebensqualität durch die Einhausung Schwamendingen löste einen Impuls für die bauliche Entwicklung des angrenzenden Wohngebiets aus. Grundeigentümer und Genossenschaften reagierten mit Studien und Neubauplänen ihrer Liegenschaften. Der Wohnraum sollte jedoch auch weiterhin auch für Familien erschwinglich bleiben. Der Transformationsprozess wird von der Stadt Zürich unterstützt, das Amt für Städtebau erarbeitete ein städtebauliches Entwicklungskonzept für das Gebiet. Eine Sondernutzungsplanung wird die baulichen Möglichkeiten im Projektperimeter definieren.

## Bilder

Entwicklung des Baufortschritts
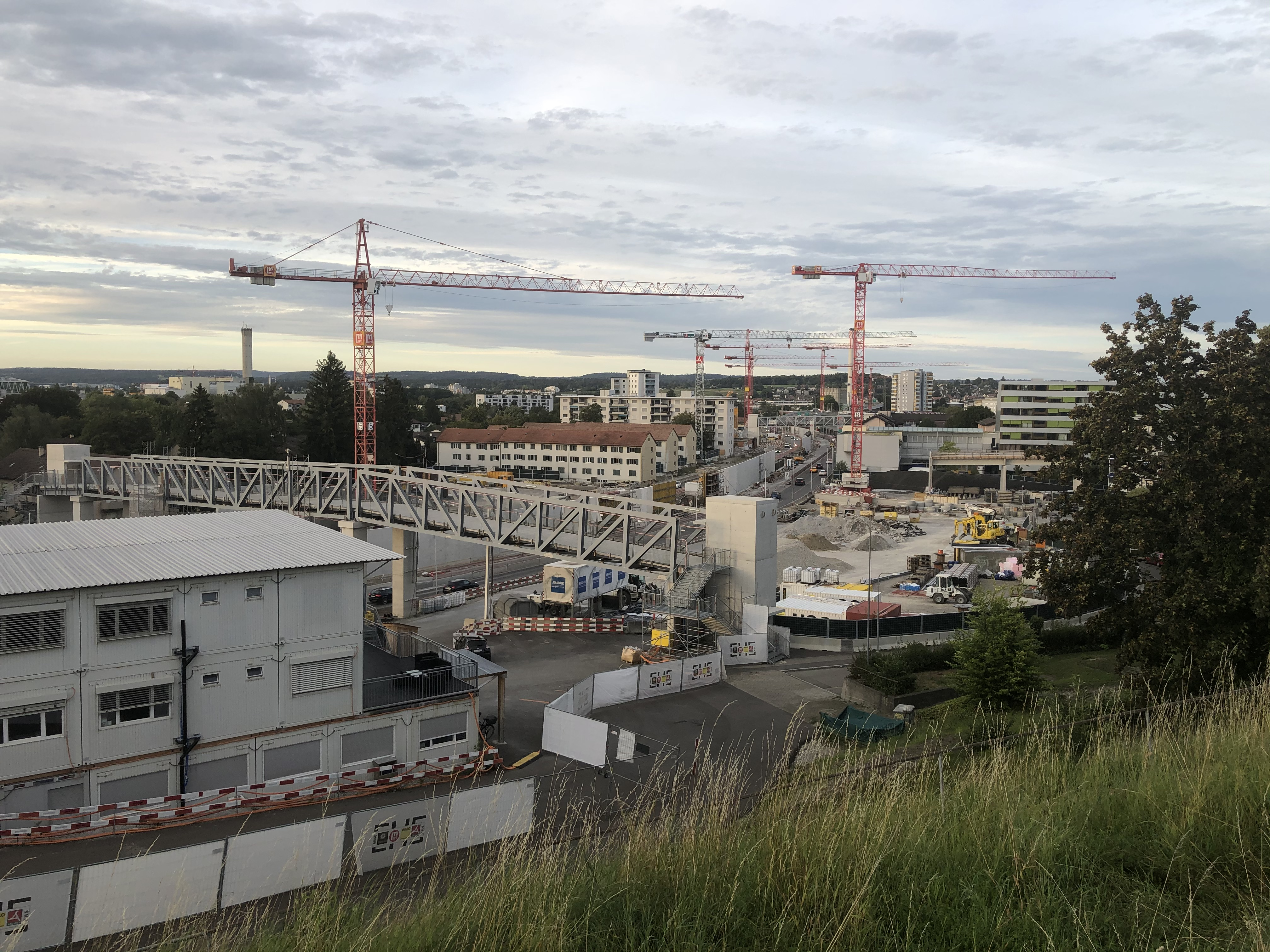
August 2020
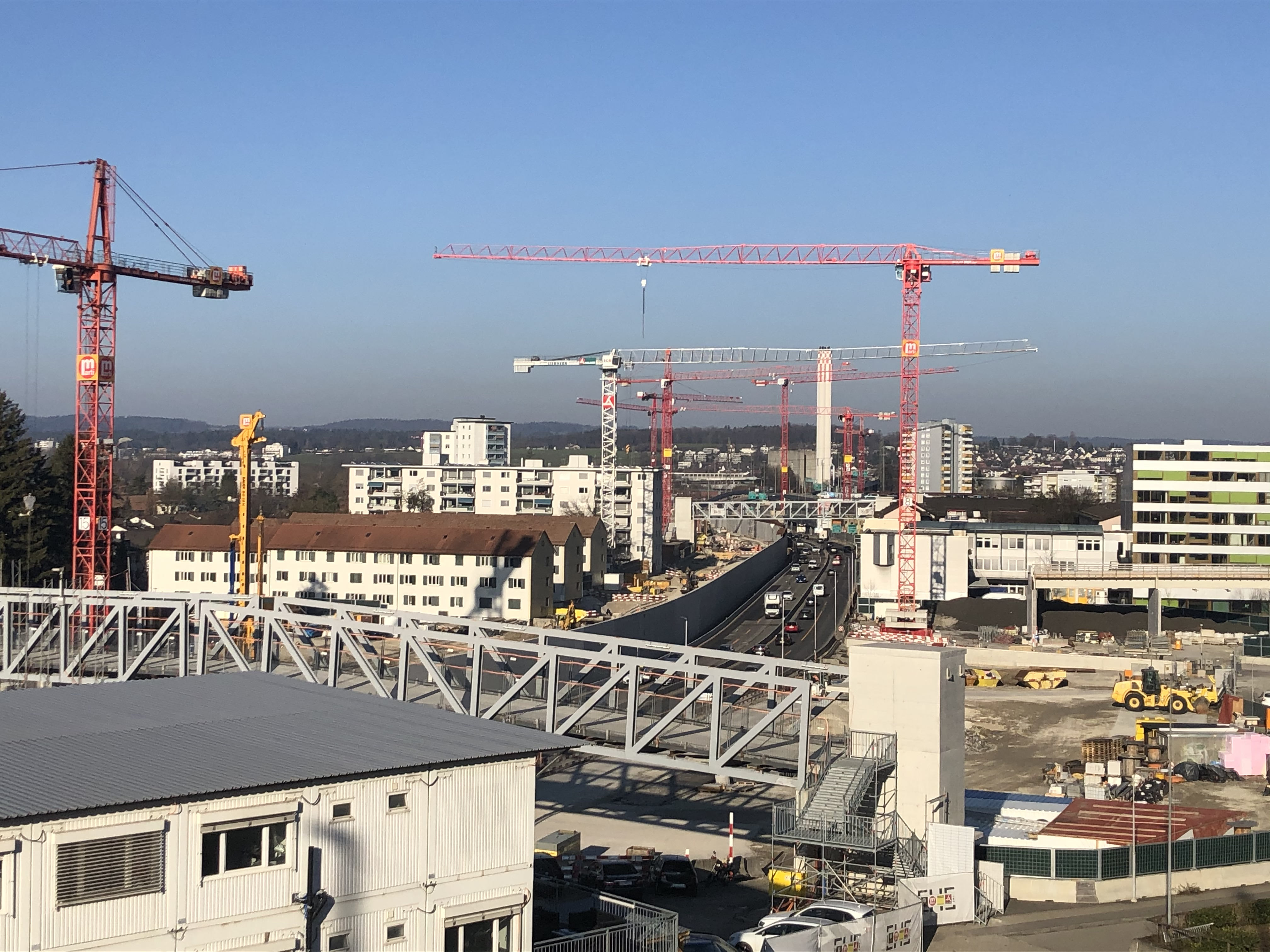
März 2021
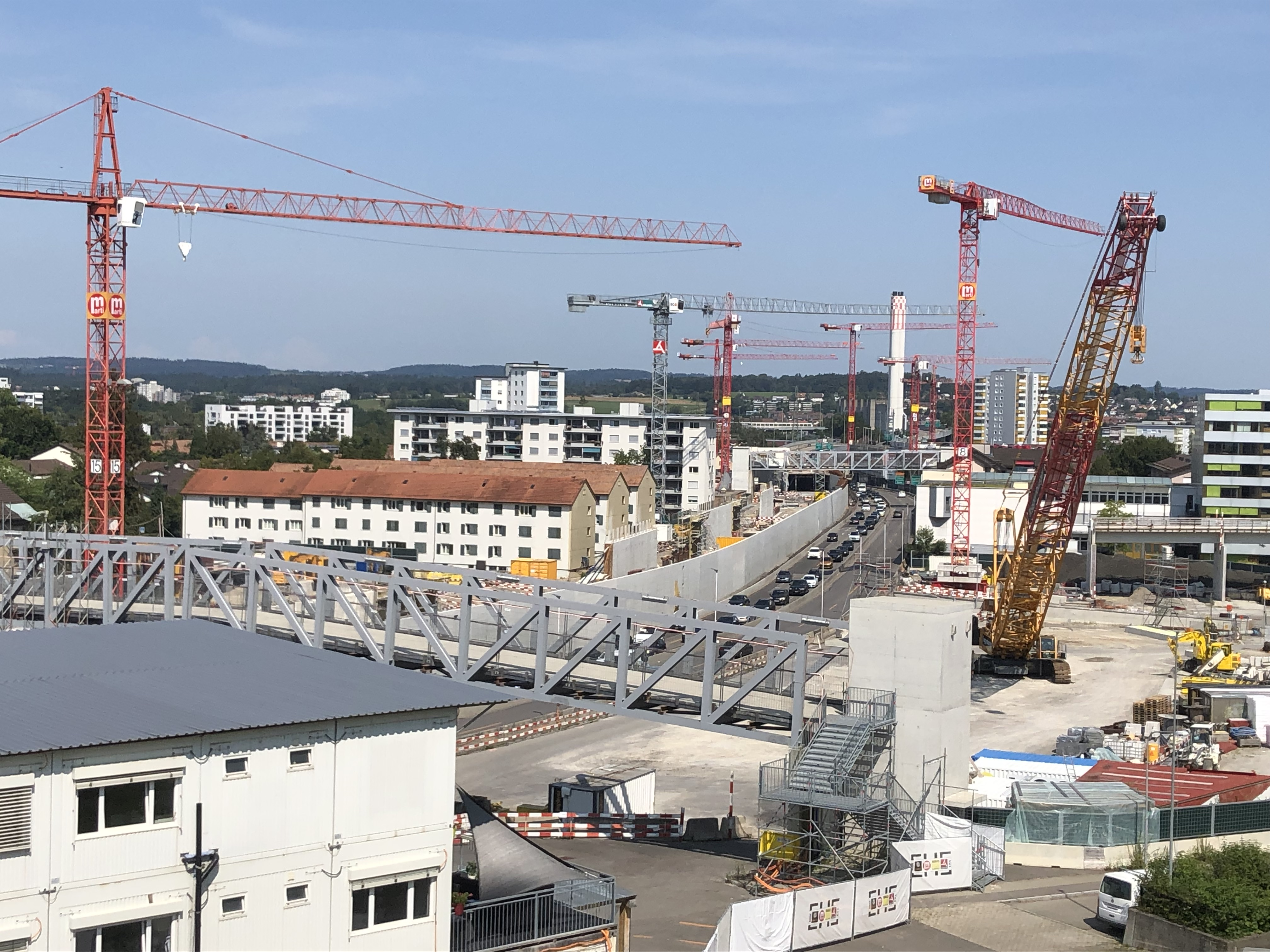
August 2021
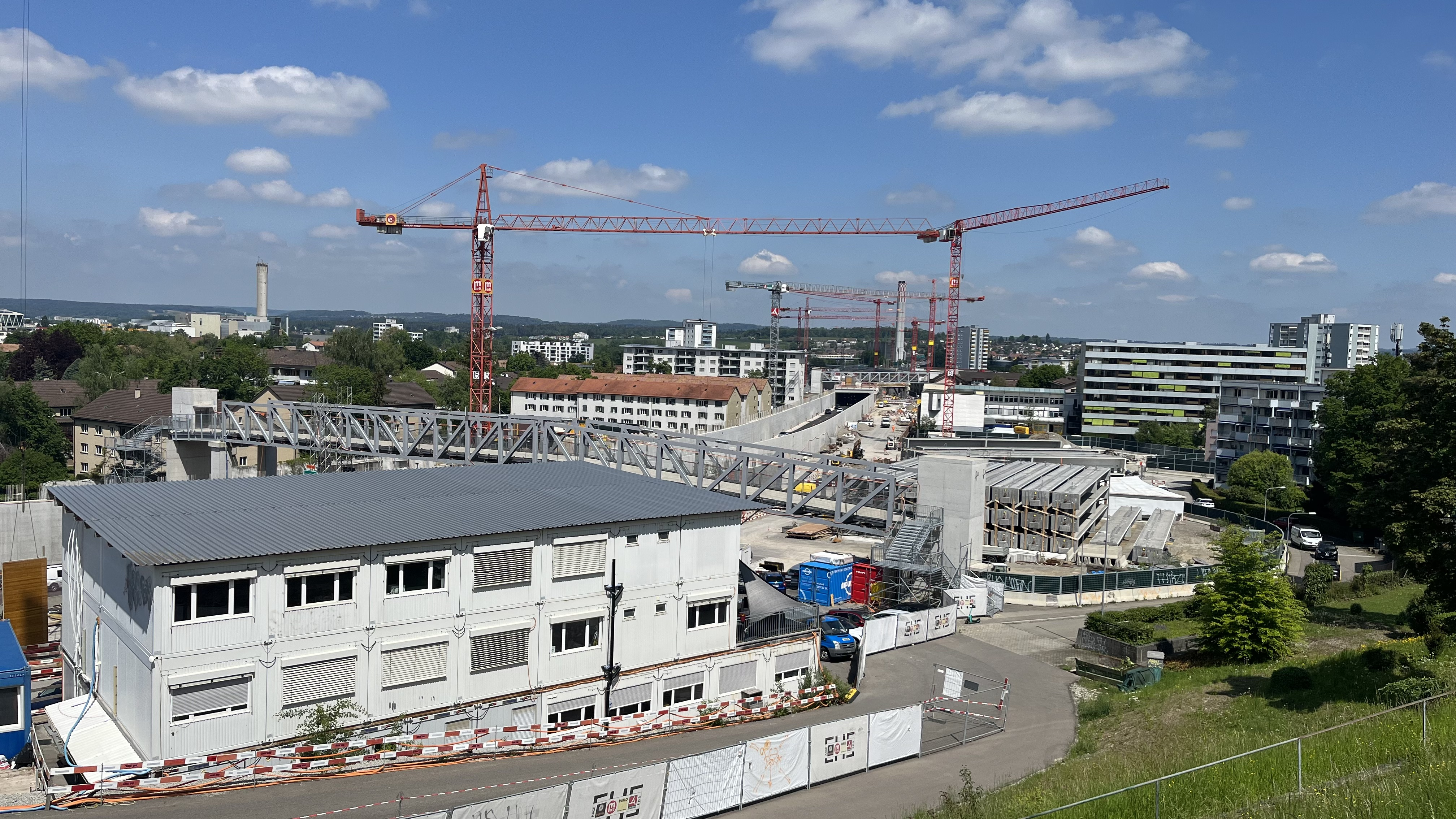
Mai 2022
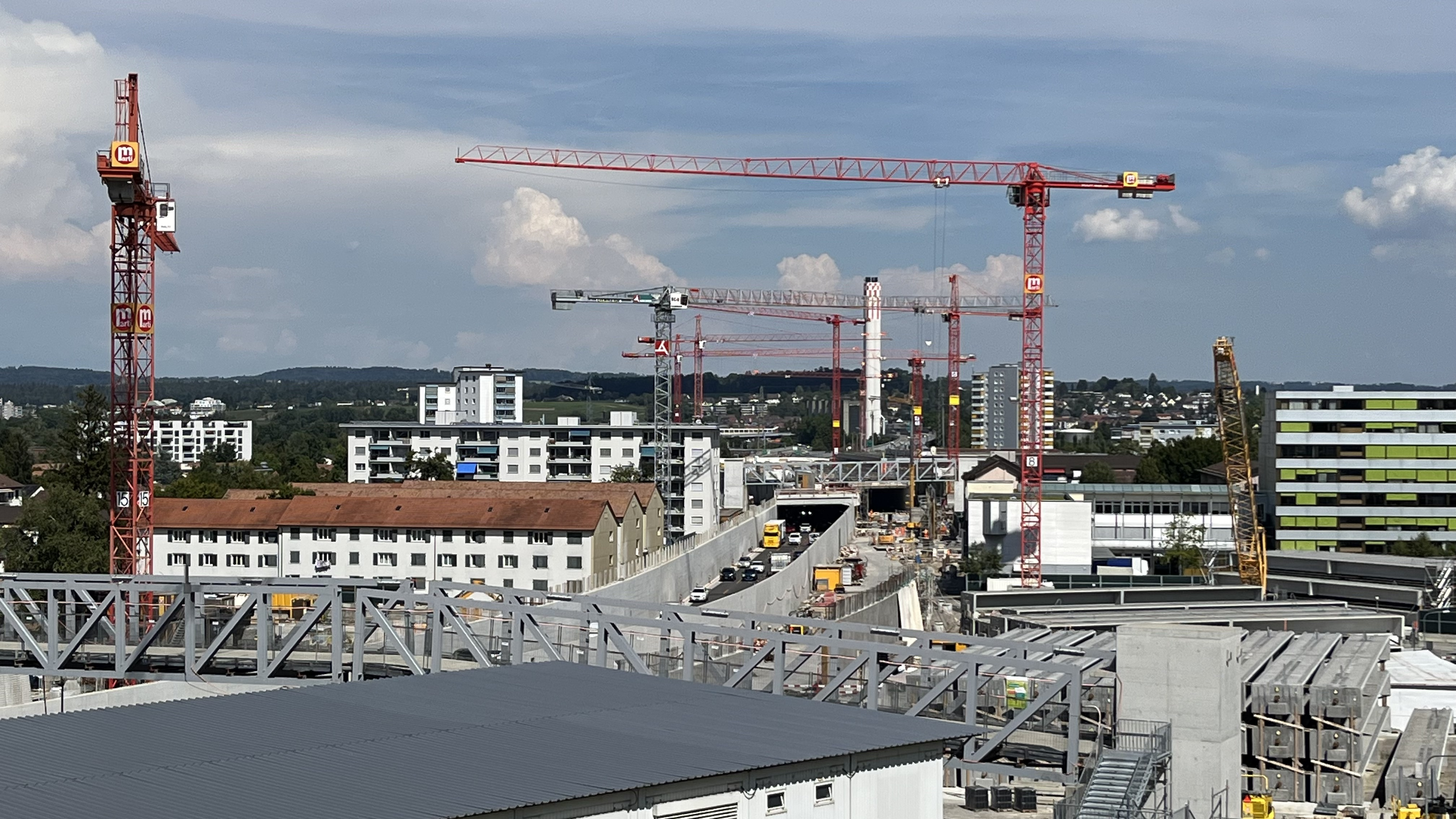
August 2022
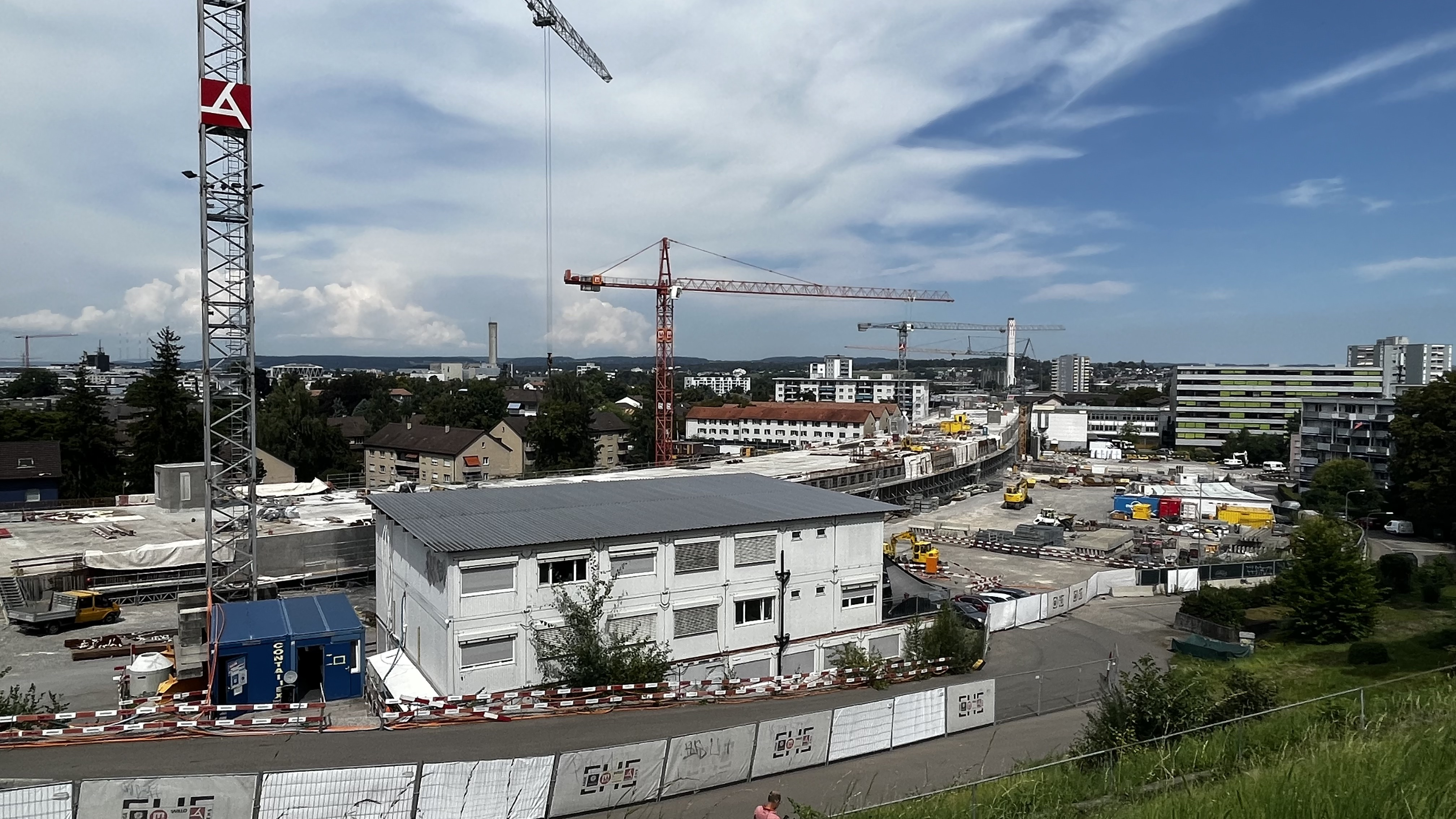
August 2023
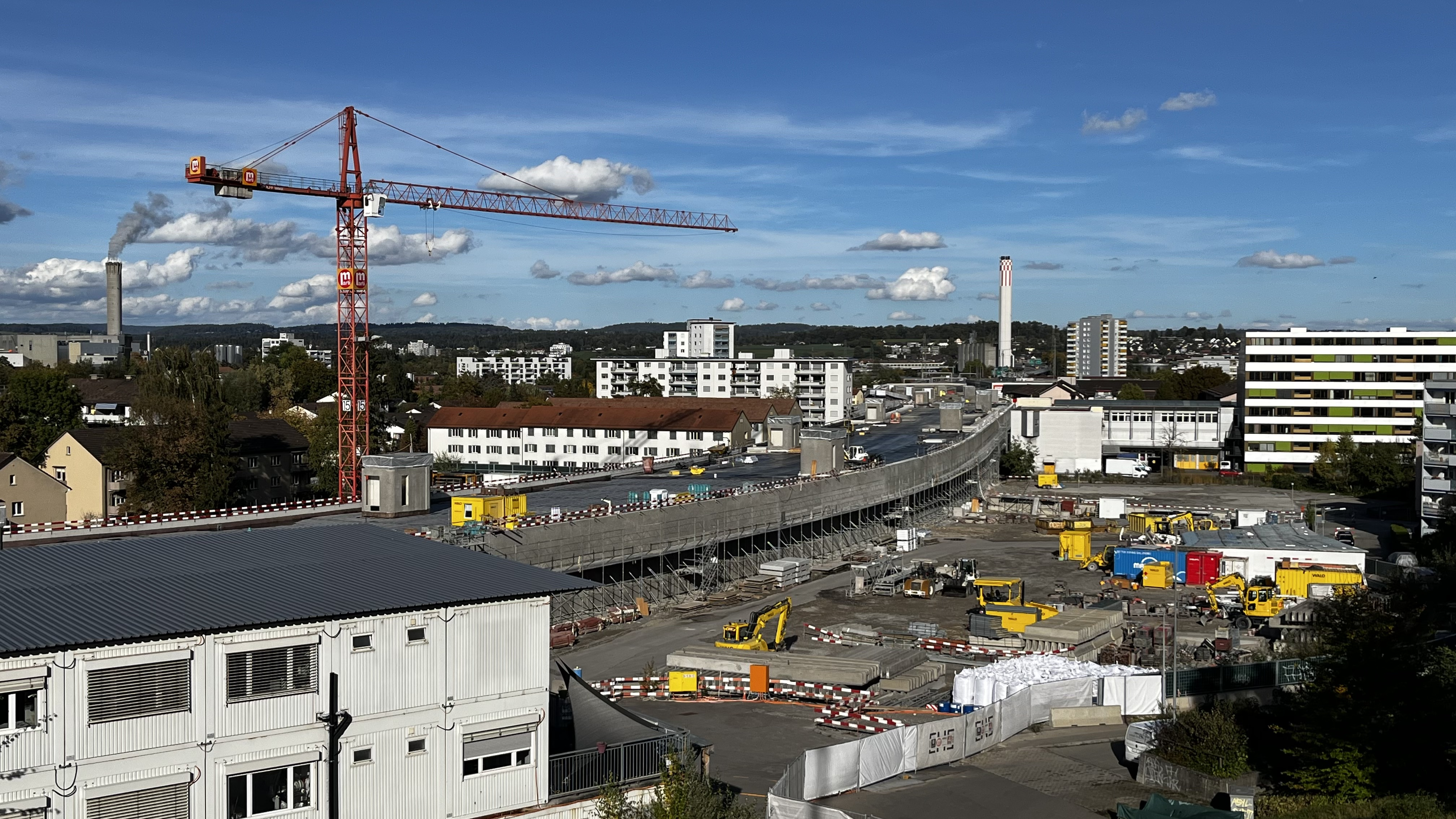
Oktober 2023